# Anilao
Anilao (Bayan ng Anilao) är en kommun i Filippinerna. Kommunen ligger på ön Panay, och tillhör provinsen Iloilo. Folkmängden uppgår till 22 170 invånare.

## Barangayer
Anilao är indelat i 21 barangayer.
| - Agbatuan - Badiang - Balabag - Balunos - Cag-an - Camiros - Sambag Culob - Dangula-an - Guipis - Manganese - Medina | - Mostro - Palaypay - Pantalan - Poblacion - San Carlos - San Juan Crisostomo - Santa Rita - Santo Rosario - Serallo - Vista Alegre |